# Мальпіка-де-Тахо
Мальпіка-де-Тахо (ісп. Malpica de Tajo) — муніципалітет в Іспанії, у складі автономної спільноти Кастилія-Ла-Манча, у провінції Толедо. Населення — 2120 осіб (2010).
Муніципалітет розташований на відстані близько 90 км на південний захід від Мадрида, 44 км на захід від Толедо.
На території муніципалітету розташовані такі населені пункти: (дані про населення за 2010 рік)
- Бернуй: 116 осіб
- Мальпіка-де-Тахо: 2004 особи

## Демографія
Динаміка населення (INE ):

## Галерея зображень

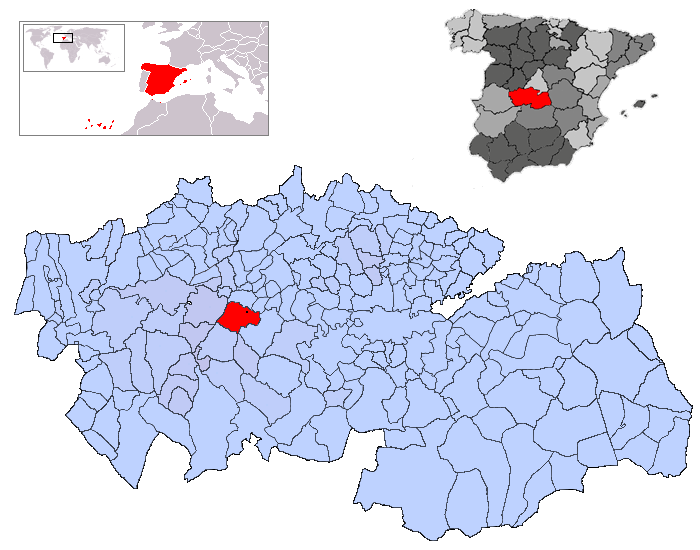
Розташування муніципалітету у провінції Толедо
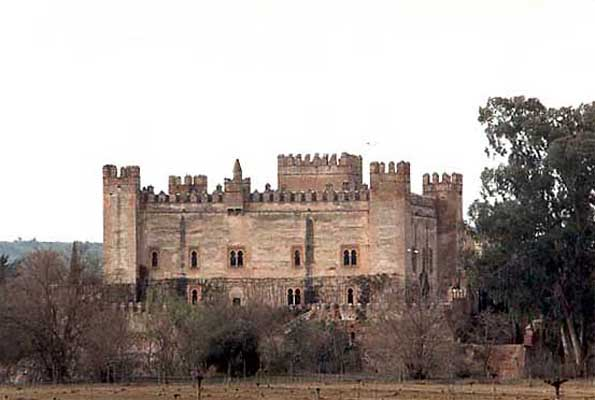
Замок Мальпіки